# 싱가포르의 국기
싱가포르의 국기는 말라야 연방에 속했던 1959년 12월 3일에 제정되었다.
빨간색과 하얀색 두 가지 색으로 된 가로 무늬로 구성되어 있으며, 빨간색 줄무늬에는 하얀색 초승달과 5개의 별이 그려져 있다. 빨간색과 하얀색 인도네시아의 국기를 바탕으로 만들어졌는데, 빨간색은 평등과 우의를, 하얀색은 순결과 미덕을 의미한다. 초승달은 새로운 나라로 태어나는 싱가포르를, 5개의 별은 나라의 5가지 이상인 민주주의, 평화, 정의, 진보, 평등을 의미한다.

## 색상
| 색상 | 빨강                | 하양                  |
| ---- | ------------------- | --------------------- |
| RGB  | 237–41–57 (#ED2939) | 255–255–255 (#FFFFFF) |

## 그 외의 기
|                 |                      |                 |          |
| 상선기 비율 1:2 | 정부 선적기 비율 1:2 | 해군기 비율 1:2 | 대통령기 |

## 영국 통치 시대의 국기

해협 식민지 시절의 국기
왕령 식민지 시절의 국기 (1946년-1952년)
왕령 식민지 시절의 국기 (1952년-1959년)